# Ricusazione
La ricusazione è un istituto di diritto processuale, sia civile che penale. Trattasi di una dichiarazione mediante la quale una parte chiede la sostituzione di un giudice in un determinato processo per una situazione prevista dalla legge. La ricusazione è una facoltà (mentre l'astensione è un obbligo) concessa alla parte quando il giudice non appaia credibile nell'esercizio della sua funzione giurisdizionale poiché è minacciata la garanzia di imparzialità e terzietà del giudizio.

## Procedura civile
In procedura civile, attraverso la ricusazione la parte, o il suo difensore, può evitare che il suo processo venga deciso da un giudice che avrebbe dovuto astenersi e non l'ha fatto.
Il giudice, di regola, deve astenersi in una serie di casi, alcuni dei quali hanno come causa il suo rapporto con la lite che egli deve decidere (es. il giudice d'appello non può essere il giudice di primo grado).
In questi casi il giudice deve astenersi.
Ma se non lo fa, è onere della parte che vi ha interesse ricusarlo.
Se non lo fa tempestivamente, non può poi dolersene.
La ricusazione si effettua depositando un'istanza, firmata dalla parte o dal suo difensore.

## Procedura penale
Nel diritto processuale penale la ricusazione è identica come istituto a quello civile. 
L'art. 36 del c.p.p. (relativo all'astensione) stabilisce che il giudice ha l'obbligo di astenersi in una serie di circostanze: 
- a) Se ha un interesse nel procedimento o se una delle parti o il suo difensore è creditore o debitore di lui, del coniuge o dei figli;
- b) Se è curatore, tutore, procuratore, datore di lavoro di una delle parti ovvero se il difensore, curatore, tutore è un prossimo congiunto o coniuge;
- c) Se ha dato consigli o manifestato suo parere sull'oggetto del procedimento al di fuori dell'esercizio delle funzioni giudiziarie;
- d) Se vi è inimicizia tra lui o un prossimo congiunto ed una delle parti private;
- e) Se alcuno dei prossimi congiunti di lui o del coniuge è danneggiato o offeso dal reato o parte privata;
- f) Se un prossimo congiunto o il coniuge ha svolto funzioni di pubblico ministero;
- g) Se incorre in una delle incompatibilità previste dagli att. 34-35 del c.p.p.;
- h) Se esistono altre gravi ragioni di convenienza.

In tutti questi casi il giudice, qualora non si astenga, potrà essere ricusato dalla parte privata tranne che per il punto h).
La richiesta di astensione deve essere presentata al presidente della corte o del tribunale. Se la richiesta proviene dal presidente della corte o del tribunale decide il presidente della Corte d'Appello, mentre sulla richiesta di quest'ultimo decide il presidente della Corte di Cassazione.
L'art. 37 c.p.p. aggiunge altri motivi di ricusazione: 
- a) Se il giudice, nell'esercizio delle sue funzioni e prima della sentenza, manifesti indebitamente il proprio convincimento sui fatti oggetto d'imputazione.

### Quando si ricusa un giudice
- Nell'udienza preliminare fino alla conclusione degli accertamenti relativi alla costituzione delle parti;
- Nel dibattimento fino ai termini della trattazione delle questioni preliminari al dibattimento;
- In qualsiasi altro momento prima che il giudice compia l'atto;
- Se invece perviene dopo i termini indicati perché la causa di ricusazione diviene nota successivamente la parte che intende ricusare può presentare domanda entro 3 giorni.

### Come si ricusa un giudice
Presentando presso la cancelleria del giudice che della ricusazione dovrà decidere (Corte d'Appello se si ricusa un giudice di tribunale o un giudice di pace, altra sezione di Corte di Appello, diversa da quella a cui appartiene il giudice ricusato, se si ricusa un giudice della Corte di Appello (art. 40 c.p.p.)), una dichiarazione scritta contenente l'indicazione dei motivi e delle prove. Tale dichiarazione dovrà essere presentata dalla parte interessata o personalmente o a mezzo difensore o a mezzo procuratore. Copia della dichiarazione deve essere depositata anche presso la cancelleria del giudice ricusato.

### Cosa succede dopo che si è presentata una richiesta di ricusazione
Il giudice nei cui confronti è proposta la ricusazione non può pronunciare né concorrere a pronunciare sentenza fino a che non è stata dichiarata inammissibile o rigettata la richiesta di ricusazione. Inoltre il giudice chiamato a decidere può ordinare al giudice ricusato di sospendere le attività processuali o di compiere solo quelle urgenti. Se tale ordinanza non viene emessa il processo proseguirà fino a che non si decide (in camera di consiglio) della ricusazione.

### Se è accolta la ricusazione
Il giudice ricusato non potrà più compiere atti del procedimento e verrà sostituito da altro magistrato. Il giudice che decide della ricusazione stabilisce anche quali atti o quale parte degli atti rimangono in piedi e saranno proseguiti dal nuovo giudice.